# Vilert
Vilert és un poble del nord-est de Catalunya travessat pel riu Fluvià, al Pla de l'Estany. Havia estat municipi independent, però des de 1846 forma part del terme municipal d'Esponellà, en ser-hi agregat juntament amb Centenys.
A l'edat mitjana formà part del comtat de Besalú i estigué sota la jurisdicció del monestir de Banyoles. Està format per tres zones: Vilert, les Anglades i les Caselles.
L'any 2019 s'hi va descobrir una nova espècie de caragol endèmic del riu Fluvià, caracteritzada el 2022, que només s'ha trobat a les fonts de la deu d'en Roure i de Beu-i-tapa. Es va batejar com a Vilertia galeata en honor al poble.

## Distribució del territori
Tradicionalment està dividit en tres zones:
- Vilert: Format pel nucli del poble amb la seva església, la plaça del poble, alguns carrers i les terres i cases dels voltants. Està situat al sud-oest del territori, a la riba sud del Fluvià. L'any 2009 s'hi poden comptabilitzar 21 cases habitades (14 com a primera residència).
- El veïnat de les Anglades: Conjunt de cases i masies més o menys properes que formen un nucli poc compacte i totes les altres cases i terres del sud-est. Dins del territori del poble de Vilert queda a la part oriental de la riba sud del Fluvià. Cal destacar que comprèn un grup de cases, separades entre elles per pocs centenars de metres, anomenades les Barraques. L'any 2009 s'hi comptabilitzen 16 cases habitades (12 com a primera residència).
- El veïnat de les Caselles: Tot el territori de Vilert situat a la riba nord del Fluvià. Consta d'un nucli de cases no gaire compactes i de cases i masos esbarriats. L'any 2009 s'hi comptabilitzen 11 cases habitades (8 com a primera residència).

## Orígens històrics de Vilert
No s'han trobat restes anteriors a l'edat mitjana, però se sap per documents antics que hi havia hagut una vil·la romana anomenada Sisterianus. Pel que diuen aquests diversos documents (del segle ix fins al XIV), se suposa que la vila Sisteriano podia estar situada a la part antiga del nucli del poble, on hi ha l'església i el seu voltant.
Alguns dels documents coneguts per Francesc Montsalvatge i Fosas (1853-1917) són:
- Any 866: Domus Sanctae Mariae... in Sisteriano. Diploma de Carles el Calb a favor del monestir de Sant Esteve de Banyoles.
- Any 878: Domus Sanctae Mariae... in locum Sisterianis. Precepte de Lluís el Quec, rei de França, a favor del monestir de Banyoles.
- Any 916: Sanctae Mariae... locum Sisterianus. Diploma de Carles el Simple a favor del monestir de Banyoles.
- Any 1017: Sanctae Mariae... in Cisteriano quae dicunt Villavert. Butlla del papa Benet VIII a favor del monestir de Banyoles.
- Any 1096: Sanctae Mariae de Vila Azert. Butlla del papa Urbà II confirmant les possessions.
- I encara n'hi ha de 1174 ('Rivo de Azer), 1362 (Vila-certo) i 1691 (Vilacerto).

També hi ha dos documents citats per l'historiador de la comarca de Banyoles Lluís G. Constants:
- Any 966: "Parroquia de Viladert" en el testament de Seniofred, comte de Cerdanya-Besalú.
- Any 979: En el testament del comte-bisbe Miró de Besalú, hom l'anomena "Villa-erte".

Lluís Constants descriu l'església de Santa Maria de Vilert en aquest termes
| « | Pel maig del 844 el rei Carles el Calb, des de Sant Cerní de Tolosa, reconeixia al monestir de Banyoles la propietat d'aquesta església, situada en un lloc que havia estat vila romana de Sisterius: in Sisteriano, domus Sancte Mari; reconeixement que es repeteix en altres diplomes palatins dels anys 866, 878 i 979. Més tard diu també que el rei Jaume I en 1226 l'anomena Villacert i que és anomenada definitivament Vilert, des del fogatge de Pere IV, de l'any 1359. | » |

## Població
A la Geografia General de Catalunya, dirigida per Francesc Carreras i Candi, al volum "Provincia de Gerona", de Joaquim Botet i Sisó, diu que el 1359 Vilert tenia 30 focs: 27 d'església i 3 d'aloers. En 1698 era “lloch reyal y abacial”.
L'any 2009 hi comptabilitzem 45 cases habitades (entre primera i segona residència). Estan distribuïdes de la següent forma:
- Vilert: 21 cases habitades. 38 habitants de primera residència i uns 16 de segona residència.
- Les Anglades: 16 cases habitades. 35 habitants de primera residència i uns 18 de segona residència.
- Les Caselles: 11 cases habitades. 13 habitants de primera residència i uns 24 de segona residència.

## L'església de Santa Maria

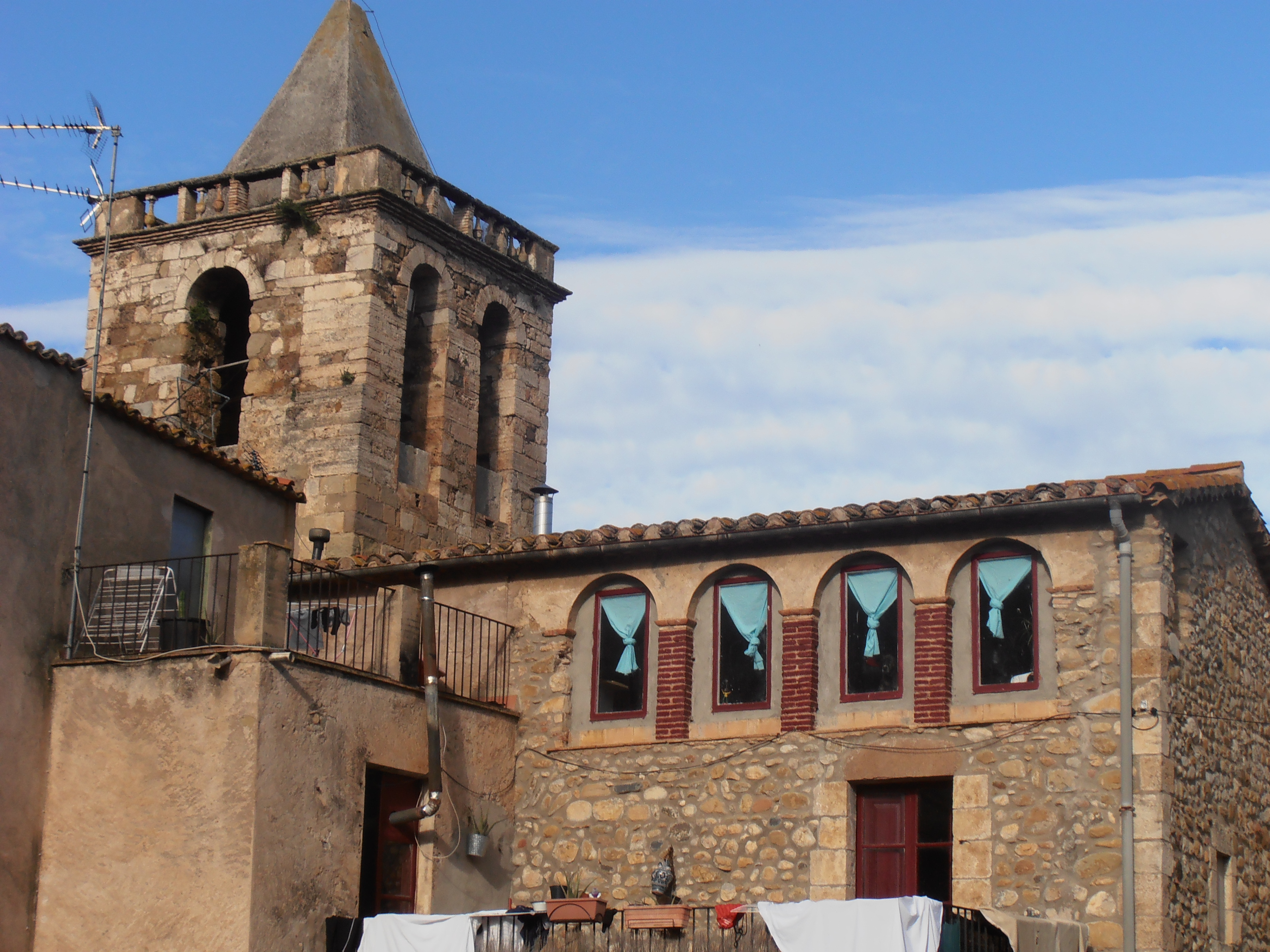
Església de Santa Maria

Aquesta és una de les parròquies més antigues de l'època carolíngia. Pel maig del 844, el rei Carles el Calb, des de Sant Cerní de Tolosa, reconeixia al monestir de Banyoles la propietat d'aquesta església, situada en un lloc que havia estat vil·la romana de Sisterius: "In Sisteriano, domus Sancte Marie", reconeixement que es repeteix en altres diplomes palatins dels anys 866, 878 i 979. En el testament de Seniofred, comte de Cerdanya-Besalú, atorgat el 966, es parla de la "parròquia de Viladert". De semblant manera, en el del comte-bisbe Miró de Besalú, del 979, hom l'anomena Villa erte, adjectiu que de segur li provenia de la seva situació propera al riu Fluvià.
La identificació de la vil·la Sisteriano amb l'actual parròquia de Vilert és evident. Benet VIII, en la butlla del 1017, diu textualment: "In Cisteriano, que dicunt Villavert, ecclesia Sancte Marie cum ipsa parrochia".
Urbà II escriu Villa Azert en 1096; Villacert en 1226 el rei Jaume I, i Vilert, definitivament, des del fogatge de Pere IV, de l'any 1359. El vell temple romànic, que ha arribat fins a nosaltres, tenia una àbsida i dues absidioles, úniques restes que, juntament amb la caixa del campanar i part dels murs exteriors, sagnats per l'obertura de capelles en el segle xvi, es conserven encara. El portal gòtic és obra del 1426. Avui, el seu titular és l'Assumpta.

## El castell medieval i la família dels Vilert
Aquest castell estava situat al costat del nucli del veïnat de les Anglades. En queden actualment molt poques restes, només es poden apreciar les fosses que l'envoltaven per dos costats i la cisterna. Les pedres de la construcció es van anar fent servir per fer altres cases al llarg dels segles. Al segle xix encara se n'hi havia anat a cercar.
Els senyors del castell de Vilert eren feudataris dels senyors del castell de Sales de Llierca. Aquesta família noble prengué i usà com a cognom el nom del poble de Vilert. L'any 1292, el senyor de Sales, Dalmau de Rocabertí, comprà els drets baronials a Galceran d'Empúries, i així els cavallers de Vilert passaren a dependre del senyor de Peralada. De la família dels Vilert destaca el bisbe de Girona anomenat Bernat de Vilert (? - 1291). L'any 1356, el monestir de Banyoles, essent abat Arnau de Samasó, comprà el castell-fortalesa de Vilert. Així s'extingí aquesta família dels Vilert.